# 蓝眼庭菖蒲
蓝眼庭菖蒲（学名：Sisyrinchium atlanticum）为鳶尾科庭菖蒲属下的一个植物种
。

## 分布
此种分布于北美洲东部, 由缅因州南至佛罗里达州与密西西比州.